# Johannes Tesfaldet
Johannes Tesfaldet (* 24. Juni 1980) ist ein ehemaliger deutscher Basketballspieler eritreischer Abstammung. Der 1,88 Meter große Aufbauspieler war in der Basketball-Bundesliga für Würzburg und Nördlingen aktiv und bestritt insgesamt 34 Spiele in der höchsten deutschen Spielklasse.

## Laufbahn
Tesfaldet, der in Basketballkreisen zumeist nur kurz „Joe“ gerufen wurde, spielte in der Jugend der TSG Ehingen. Von 1999 bis 2001 trug er das Trikot des SV Oberelchingen in der 2. Basketball-Bundesliga, zwischen 2001 und 2004 spielte er für den USC Freiburg (ebenfalls zweite Liga).
Zur Saison 2004/05 wechselte Tesfaldet zum Bundesligaverein TSK Würzburg, erhielt in acht Partien jedoch nur rund vier Minuten Einsatzzeit pro Spiel und wechselte im Februar 2005 zu Fribourg Olympic in die Schweizer Basketball-Nationalliga. Vor der Saison 2005/06 wurde er vom deutschen Zweitligisten Hertener Löwen unter Vertrag genommen und machte mit guten Leistungen und einem Punkteschnitt von 9,1 auf sich aufmerksam.
Nach einem Jahr bei den Löwen zog es Tesfaldet zum Staffelkonkurrenten Mitteldeutscher BC nach Weißenfels, wo er bis zum Ende der Saison 2006/07 agierte und dann zu den Giants Nördlingen ging. Dort erlebte er die erfolgreichste Zeit seiner Laufbahn. 2008 stieg er mit den Nördlingern in die Basketball-Bundesliga auf und schaffte in der Saison 2008/09 mit ihnen den sportlichen Klassenverbleib in der Bundesliga, allerdings entschied sich der Verein aus Ermangelung an Sponsoren zum Rückzug aus der ersten Liga. Tesfaldet hatte in der Saison 2008/09 26 Bundesliga-Partien bestritten (6:20 Minuten Spielzeit pro Partie, ein Punkt je Einsatz im Schnitt). Er blieb nach dem freiwilligen Abstieg in die 2. Bundesliga ProA noch eine Saison in Nördlingen, ehe er 2010/11 zum Abschluss seiner Leistungsbasketballkarriere bei den Ballers Osnabrück (ebenfalls ProA) spielte.